# Territorial Army (Storbritannien)
Territorial Army (TA) är en deltidstjänstgörande frivillig reservstyrka i den brittiska armén. Med cirka 35 500 medlemmar utgör Territorial Army ungefär en fjärdedel av det totala manskapet i den brittiska armén. Soldater i Territorial Army tjänstgör i operationer, antingen med förband eller som enskilda individer knutna till reguljära förband. Över tusen soldater utplaceras varje år. Dessutom tjänstgör 1 100 territoriella soldater för närvarande som "icke regelbunden fast anställd personal" (engelska: Non Regular Permanent Staff).
Den högst rankade i Territorial Army är generalmajor Greg Smith TD som är biträdande försvarsstabschef (reserver och kadetter).